# Barleria clinopodium
Barleria clinopodium là một loài thực vật có hoa trong họ Ô rô. Loài này được Fiori mô tả khoa học đầu tiên năm 1915.